# Тенет језик
Тенет језик је језик из породице нило-сахарских језика, сурмијска грана. Њиме се служи око 4.000 становика вилајета Источна Екваторија у региону побрђа Лопит у Јужном Судану. Користи латинично писмо и сличан је лопиту.